# جامعه‌شناسی فاجعه

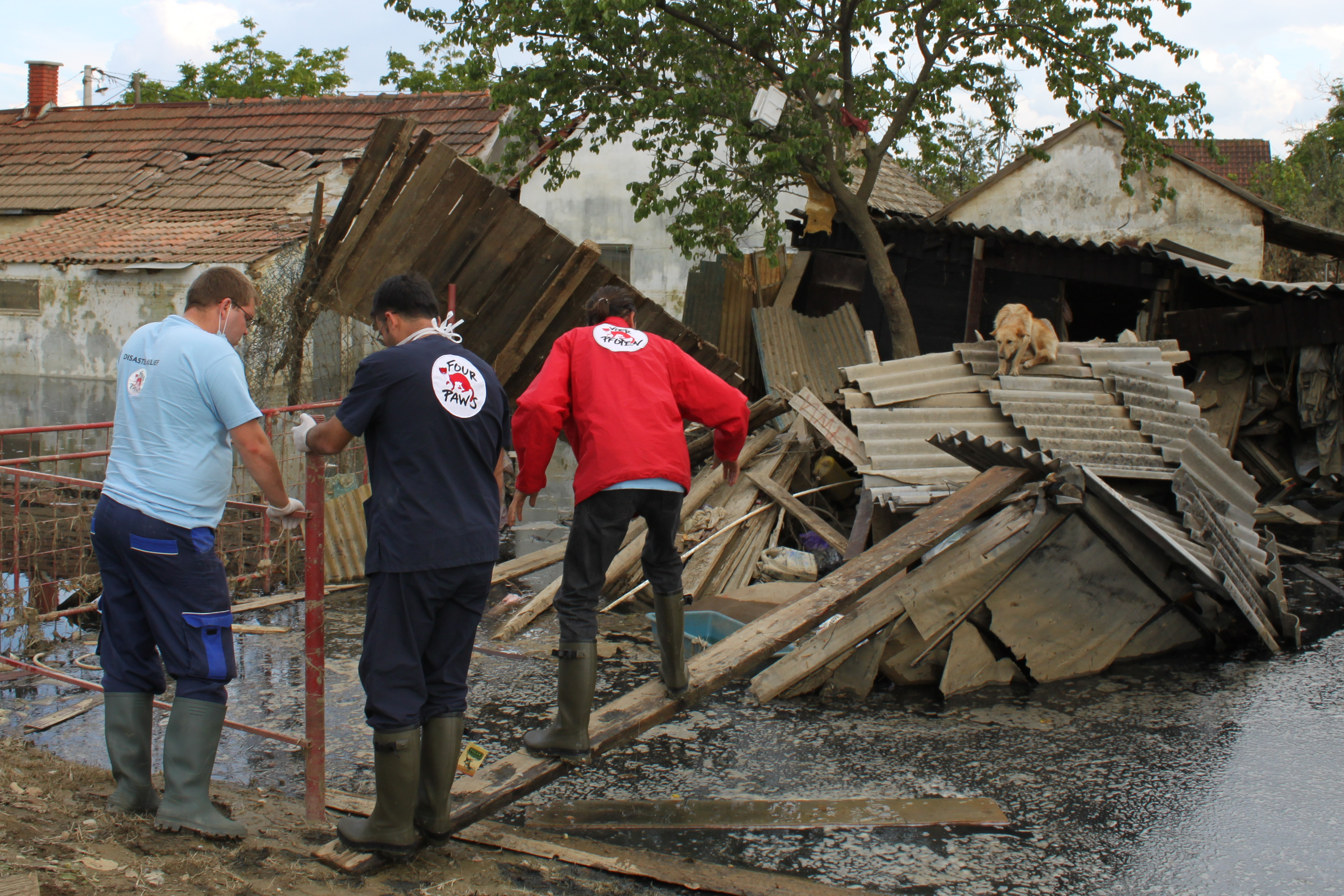
صربستان، اوبرنوواتس - Four Paws تیم امداد رسانی در بلایا مأموریت خود را با حمایت از تیم بحران صربستان آغاز کرده است..

جامعه‌شناسی فاجعه (به انگلیسی: Sociology of disaster) یا پژوهش جامعه‌شناختی فاجعه زیرشاخه‌ای از جامعه‌شناسی است که روابط اجتماعی را در بین بلایای طبیعی و بلایای ساخته شده توسط انسان بررسی می کند. دامنه آن شامل فاجعه‌های محلی، ملی و جهانی است — برجسته کردن این موارد به عنوان رویدادهای متمایز که توسط افراد از طریق جابجایی، ضربه و آسیب ایجاد شده به هم مرتبط می شوند. این ارتباطات، خواه به عنوان یک بازمانده، کار در مدیریت بلایا، یا به عنوان نقش عامل، غیرگسسته و یک تجربه پیچیده است که به دنبال درک آن از طریق این حوزه فرعی است. مطالعات بین‌رشته‌ای از نظر ماهیت، این رشته ارتباط تنگاتنگی با جامعه‌شناسی محیطی و انسان‌شناسی اجتماعی فرهنگی دارد.

## نمای کلی
بسیاری از مطالعات در زمینه جامعه‌شناسی بلایا بر پیوند بین همبستگی اجتماعی و آسیب‌پذیری‌های ناشی از بلایا تمرکز دارند. دانش پژوهی در این زمینه مشاهده کرده است که چگونه چنین رویدادهایی می توانند همبستگی اجتماعی را ایجاد کنند و تضاد اجتماعی و مهمتر از آن، نابرابری های ذاتی نظم اجتماعی را با تشدید تصاعدی تأثیرات آن برملا کند. مطالعاتی که تأثیر عاطفی فاجعه را بررسی می‌کنند بیان می‌کنند که واکنش‌های عاطفی در این زمینه‌ها ذاتاً سازگار هستند. این احساسات، زمانی که بر روی آنها منعکس شده و پردازش شوند، منجر به رشد پس از آسیب، انعطاف پذیری، افزایش نوع دوستی و تعامل با جامعه می شود.
تحقیقات اولیه در مورد فاجعه، پارامترهای جریان اصلی انجام چنین تحقیقاتی را مشخص کرد — یعنی تمرکز بر همبستگی ناشی از حوادث پس از بلایا و اینکه بلایا نتیجه ناسازگاری انسان با محیط خطرناک است.

## مطالعه بیشتر
- لارس کلاوزن: تمایز اجتماعی و منشأ بلندمدت بلایا، خطرات طبیعی، 1992 (VI), No. 2, p. 181-190, ISSN 0921-030X
- انریکو کوارانتلی (ویرایشگر): فاجعه چیست؟، لندن: روتلج، 1998
- Fu, Albert S. (2016). "Connecting urban and environmental catastrophe: linking natural disaster, the built environment, and capitalism." Environmental Sociology, 2 (4), 365–374.
- Fothergill, A., & Peek, L. A. (2004). Poverty and disasters in the United States: A review of recent sociological findings. Natural hazards, 32(1), 89-110.
- Schorr, John K. (August 1987). "Some Contributions German Katastrophen-Soziologie Can Make to the Sociology of Disaster - International Journal of Mass Emergencies and Disasters". International Journal of Mass Emergencies and Disasters. 5 (2): 115–135. doi:10.1177/028072708700500202. S2CID 147509735. ProQuest 61052018.
- Tierney, K. J. (2007). From the margins to the mainstream? Disaster research at the crossroads. Annu. Rev. Sociol., 33, 503–525.